# Plaça de l'Oli (Tarragona)
La Plaça de l'Oli és una obra de Tarragona protegida com a Bé Cultural d'Interès Local.

## Descripció
Plaça d'època medieval que cal conservar com ambient. S'hi mesurava i venia l'oli i el sabó. Cal preservar aquesta àrea de la ciutat perquè significa la preservació de la memòria històrica i perquè es defineix en la trama urbanística actual l'estructura urbana medieval.

## Història
El nom és degut al fet que a la Tarragona medieval era el lloc on es venia i es mesurava l'oli. Aquesta plaça és tan antiga com la de la Peixateria i a ella també s'hi venien sabons.
Es tenen proves de que a quests indrets, a l'època romana, s'alçà el Temple del Diví August.